# 23rd Hussars
Le 23rd Hussars (littéralement le 23e régiment de hussards) est un régiment de cavalerie de l'Armée de terre britannique ayant servi de 1940 à 1946.